# BL S-series
Motor British Leyland (BL) S-series je benzínový čtyřválcový řadový motor s rozvodem SOHC vyvinutý firmou Austin Rover Group (dceřiná společnost British Leyland) vyráběný v letech 1984 – 1993. Motor byl používán v modelech Austin Montego, Rover 200 (SD3) a MG Maestro. V modelu Austin Maestro byl osazen až od roku 1985.
Motor vychází ze stejné řady jako motory BMC E-series vyvinuté někdejší British Motor Corporation (BMC) a využívané od roku 1969 v modelu Austin Maxi. Motor nicméně prošel řadou důležitých modifikací, aby byla zajištěna kompatibilita s konvenční převodovkou umístěnou vedle motoru, jejíž hřídel pak za spojkou navazuje na klikovou hřídel, namísto tradičních převodovek používaných BMC/BL, umístěných společně s motorem v olejové vaně. Příruba převodovky byla upravena tak, aby bylo možné instalovat buď manuální převodovku Volkswagen (pro Maestro a Montego) nebo převodovku PG-1 (pro Rover 200).
BL z této řady motorů také vyvinul starší motor R-series, ale ten byl prakticky jen meziřadou při počátku výroby modelu Maestro, protože motor S-series nebyl ještě připraven k výrobě. Následkem toho, že motor E-series měl být otočen o 180 stupňů aby se usnadnil přístup k přírubě převodovky bylo, že R-series měl sací potrubí na čelní straně hlavy válců, což se ukázalo jako fatální pro spolehlivost motoru, jelikož tím docházelo k zamrzání karburátoru. Vývojem motoru S-series se tento problém vyřešil, neboť sací potrubí bylo nyní na zadní straně motoru. Dalším důležitým vylepšením oproti řadám E a R bylo nasazení vačkového hřídele poháněného ozubeným řemenem namísto předchozího pohonu rozvodovým řetězem.
Výroba motoru řady S pokračovala až do konce výroby modelů Montego a Maestro v roce 1993. Zbývající vozy, které Rover vyráběl až do roku 1994, používaly pouze vznětový motor O-series.
Verze se čtyřmi ventily na válec byla ve vývoji vedle motorů K-series v objemech 1100 cm³ a 1400 cm³. Projekt byl však zrušen poté, co byla řada K-series přepracována což umožnilo její rozšíření na objemy 1600 cm³ a 1800 cm³. Motor z tohoto projektu byl označen jako L16. Nicméně by neměl být zaměňován se vznětovými motory řady L-series nebo motorem Datsun / Nissan L16.